# Thomas J. Robertson
Thomas J. Robertson (Winnsboro, 1823. augusztus 3. – Columbia, 1897. október 13.) az Amerikai Egyesült Államok szenátora (Dél-Karolina, 1868–1877).